# Australian Championships 1951
Gli Australian Championships 1951 (conosciuto oggi come Australian Open) sono stati la 39ª edizione degli Australian Championships e prima prova stagionale dello Slam per il 1951. Si è disputato dal 20 al 31 gennaio 1951 sui campi in erba del White City Stadium di Sydney in Australia.
Il singolare maschile è stato vinto dallo statunitense Dick Savitt, che si è imposto sull'australiano Ken McGregor in quattro set. Il singolare femminile è stato vinto dall'australiana Nancye Wynne Bolton, che ha battuto la connazionale Thelma Coyne Long in due set. Nel doppio maschile si è imposta la coppia formata da Ken McGregor e Frank Sedgman, mentre nel doppio femminile hanno trionfato Thelma Coyne Long e Nancye Wynne Bolton. Il doppio misto è stato vinto da Thelma Coyne Long e George Worthington.

## Risultati

### Singolare maschile
Dick Savitt ha battuto in finale  Ken McGregor con il punteggio di 6–3, 2–6, 6–3, 6–1

### Singolare femminile
Nancye Wynne Bolton ha battuto in finale  Thelma Coyne Long con il punteggio di 6–1, 7–5

### Doppio maschile
Ken McGregor /  Frank Sedgman hanno battuto in finale  John Bromwich /  Adrian Quist con il punteggio di 11-9, 2–6, 6–3, 4–6, 6–3

### Doppio femminile
Thelma Coyne Long /  Nancye Wynne Bolton hanno battuto in finale  Joyce Fitch /  Mary Bevis Hawton con il punteggio di 6–2, 6–1

### Doppio misto
Thelma Coyne Long /  George Worthington hanno battuto in finale  Clare Proctor /  Jack May con il punteggio di 6–4, 3–6